# Nexø Sogn
Nexø Sogn 
ist eine Kirchspielsgemeinde (dän.: Sogn)
auf der dänischen Insel Bornholm.
Bis 1970 gehörte sie zur Harde Bornholms Sønder Herred im damaligen Bornholms Amt, danach mit dem Wegfall der Hardenstruktur zur Nexø Kommune im unveränderten Bornholms Amt, die wiederum zum Januar 2003 in der Bornholms Regionskommune aufgegangen ist. Die Regionskommune war zunächst – wie Kopenhagen und Frederiksberg – amtsfrei, also direkt dem Staat unterstellt, und wurde dann mit der Kommunalreform zum 1. Januar 2007 der Region Hovedstaden zugeordnet.

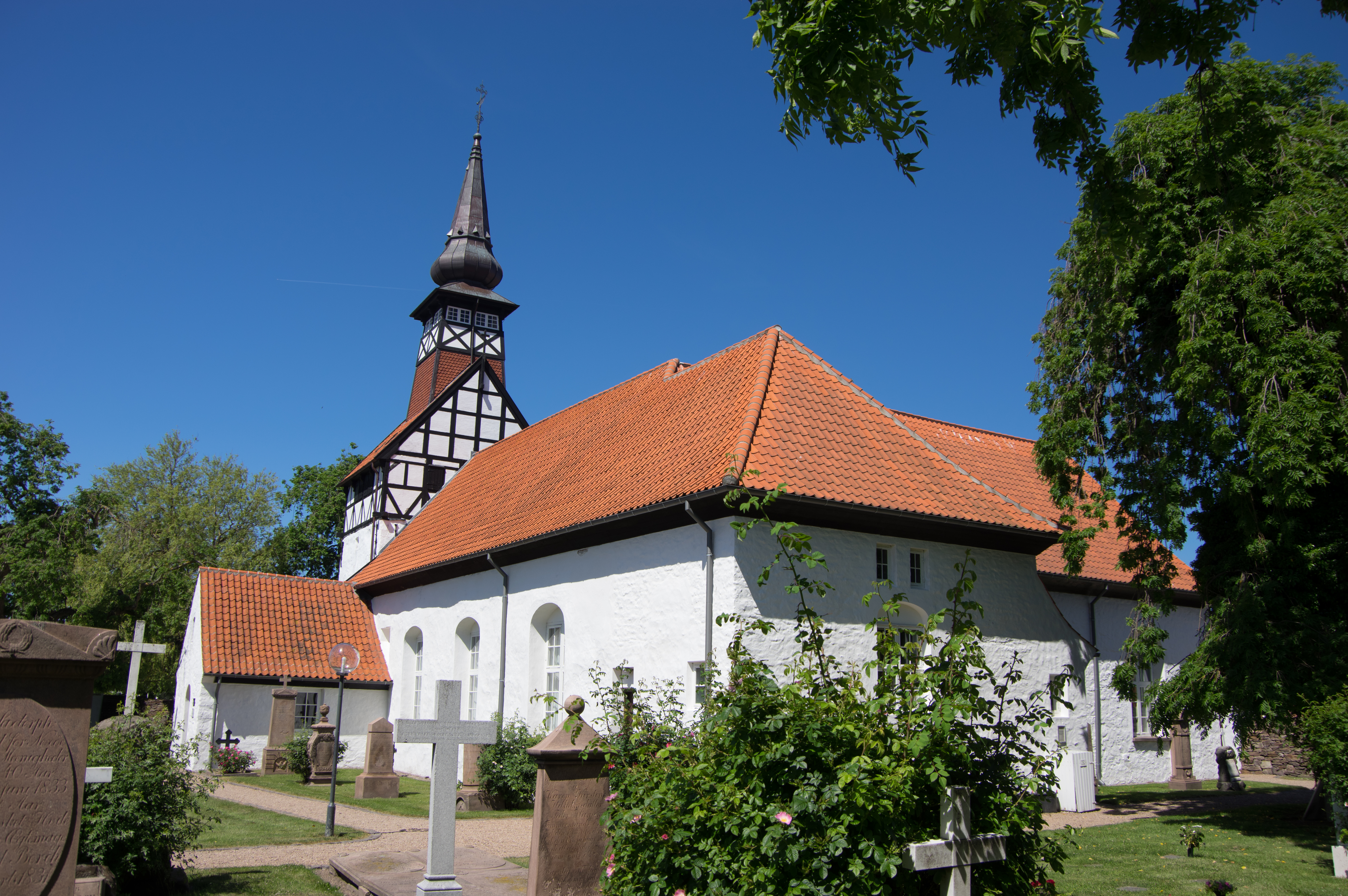
Nexø Kirke

Im Kirchspiel leben 3696 Einwohner, davon 3674 im Kirchdorf Nexø (Stand: 1. Januar 2023). Im Kirchspiel liegt die Kirche „Nexø Kirke“.
Nachbargemeinden sind im Norden Ibsker Sogn und im Westen Bodilsker Sogn.